# Mikołaj Holly II

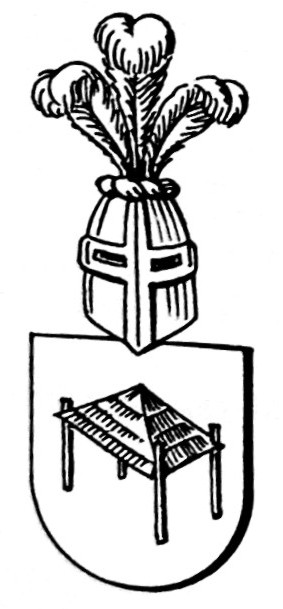
Najstarszy herb rodu Holly.

Mikołaj II (Mikulas) Holly z Ponięcic (ur. ?, zm. przed 1540 r.), szlachcic z rodu Holly, według danych z 1538 r. był razem z bratem Wacławem właścicielem Pilchowic. Posiadał także dobra lenne Ponięcice, Błażejowice, Glinik, Sławików i Brzeźnica, co potwierdził książę Walentyn oraz powtórnie w 1524 r. książę Jan Dobry. Otrzymał on także w 1525 r. plac zwany „Wystupiński” na budowę domu w Raciborzu oraz zwolnienie ze wszystkich zobowiązań. Dom Mikołaja Holly z Ponięcic widnieje w wykazie miejskim z 1532 roku. Miał synów Jerzego, Albrechta, Filipa oraz córkę Annę, która wyszła za Daniela Ziemięcickiego z Ziemięcic. Zmarł przed rokiem 1540. 